# Danglas
Pour l’article homonyme, voir Jeanne Danglas.
Danglas est une municipalité située dans la province d'Abra, aux Philippines.